# Parafia św. Urbana w Paniówkach
Parafia św. Urbana – parafia rzymskokatolicka w Paniówkach, w dekanacie Knurów, w archidiecezji katowickiej.

## Historia
Przed powstaniem parafii w Paniówkach, wierni uczęszczali do kościoła parafialnego w Paniowach. Ten z kolei od XVI wieku był kościołem filialnym parafii w Bujakowie. Starania o budowę własnego kościoła w Paniówkach rozpoczęły się w 1909 r. Wtedy to Joanna Schaffgotsch, dziedziczka dóbr w Paniowach, Paniówkach i Chudowie zapisała w testamencie 1500 ówczesnych marek dla kościoła w Paniówkach i Bujakowie.
W 1922 r. parafię w Bujakowie objął ks. Franciszek Górek, który trzy lata później wydał oficjalną zgodę na wydzielenie filii Paniowy – Paniówki z parafii w Bujakowie. Właściciel gruntu, na którym stoi obecnie kościół spółka Godula z Rudy – Chebzia w 1934 r. odstąpiła bezpłatnie 2,1 ha gruntu pod kościół, cmentarz oraz plebanię w Paniówkach. 11 marca 1935 r. powołano Komitet Budowy Kościoła w Paniówkach, na którego czele stanął ks. Plewnia, proboszcz z Paniów. Projekt budowy kościoła w stylu romańskim opracował budowniczy Alfred Pruszowski z Kończyc, który przejął także nadzór nad budową. Poświęcenia kamienia węgielnego dokonał 17 maja 1936 roku ks. infułat Wilhelm Kasperlik. Ponieważ koszt całego przedsięwzięcia opiewał na około 170 tys. zł. budowę trzeba było realizować wysiłkiem społecznym. Płacono tylko murarzom i cieślom. Część wyposażenia kościelnego pochodzi z darowizn parafian: ks. Franciszek Górek podarował ociosany kamień na cokół, deski oraz eternit na cały dach, ktoś inny ofiarował krzyż na wieżę, a stolarz z Wirku – 20 ławek.
Uroczyste poświęcenie nowej świątyni nastąpiło 26 listopada 1936 r. 28 grudnia 1945 r. dekretem biskupa Stanisława Adamskiego powołano kurację Paniówki, przyłączając do niej również parafię Chudów. Patronem parafii został wybrany św. Urban I, papież. Jako patron winnic jest powiązany z rolnictwem, co najprawdopodobniej mogło wpłynąć na ten wybór.
Potrzeba utworzenia plebanii pojawiła się w 1936 r. Początkowo nowa parafia nie miała przydzielonego własnego księdza. Jednak kiedy w parafii Paniowy pojawił się wikary, został on przeniesiony do Paniówek. Tu zamieszkał u jednego z mieszkańców. Po zakończeniu wojny wznowiono starania o budowę plebanii. Poświęcenie probostwa odbyło się 2 grudnia 1951 r. W latach 1983–1986 trwała budowa ośrodka katechetycznego. W 1990 r. do użytku oddano Dom Przedpogrzebowy.

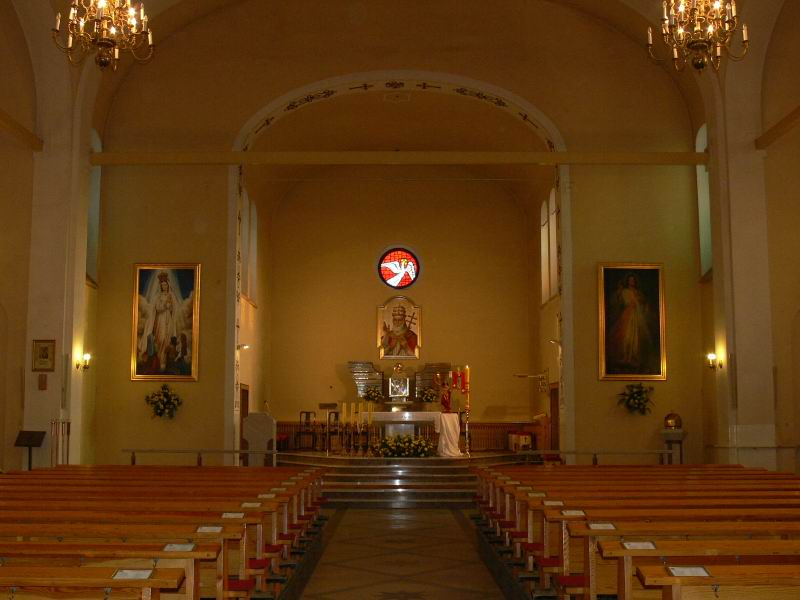
Wnętrze kościoła pw. św. Urbana

## Współczesność
Obecnie w Paniówkach znajduje się budynek kościoła, wybudowanego w stylu neoromańskim, cmentarz, plebania, a w trakcie budowy jest Park Joanny, nazwany na cześć Joanny Schaffgotsch, fundatorki kościoła w Paniówkach. Park ten jest budowany, podobnie jak wcześniej sam kościół, wysiłkiem społecznym.
W parafii Paniówki działają liczne grupy religijne, między innymi młodzież oazowa, Dzieci Maryi, Grupa Modlitewna o. Pio, Żywy Różaniec. Przy parafii działają także chór parafialny „Cecylia” oraz zespół młodzieżowy „Cantavi”.

## Liczebność i obszar parafii

### Ulice należące do parafii
27 Stycznia, Brzozowa, Dębowa, Dworska, Działkowa, Gliwicka, Klonowa, Kłodnicka, Krótka, Leśna, Ogrodowa, Piaskowa, Powstańców Śl., Słoneczna, Skotnicka, Sosnowa, Swobody, Wiśniowa, Wodna, Wolności, Zabrska, Zamkowa, Zwycięstwa.

## Duszpasterze

### Proboszczowie
- Ks. Antoni Plewnia (1936–1943)
- Ks. Wiktor Bendkowski (1943–1947)
- Ks. Edmund Łukaszek (1947–1973)
- Ks. Bernard Czakański (1973–1981)
- Ks. Henryk Sajdok (1981–2004)
- Ks. Michał Woliński (2004–2014)
- Ks. Józef Świerczek (2014–nadal)

### Wikariusze
- Ks. Tomasz Mrozek (29.08.2005 do 01.05.2006)
- Ks. Dariusz Kaspar (01.01.2007 do 30.08.2007)
- Ks. Adam Pradela (06.04.2008 do 31.08.2010)
- Ks. Karol Pukocz (30.08.2010 do 30.08.2011)
- Ks. Michał Kuś (30.08.2011 do 2014)

### Duchowni pochodzący z parafii
- ks. Józef Szołtysek – wyświęcony w 1837
- ks. Alfred Botor – wyświęcony w 1939
- ks. Bernard Bartoszek – wyświęcony w 1945
- ks. kanonik Leonard Swoboda – wyświęcony w 1954
- ks. prof. dr hab. Zygmunt Hajduk SVD – wyświęcony w 1959
- ks. Jan Kurpas – wyświęcony w 1959
- ks. Eugeniusz Kurpas _ wyświęcony w 1979
- ks. Antoni Kraiński – wyświęcony w 1987
- ks. prałat dr Arkadiusz Nocoń – wyświęcony w 1988
- ks. Leon Kraiński – wyświęcony w 1989
- ks. Krzysztof Tabath – wyświęcony w 1989
- ks. Marek Gancarczyk – wyświęcony w 1992
- ks. Grzegorz Szołtysek – wyświęcony w 1993
- o. Kalikst Jan Mryka OFM – wyświęcony w 1996
- o. Natalis Adam Falkus OFM – wyświęcony w 1998

## Grupy parafialne
- Dzieci Maryi
- Ministranci
- Czciciele Serca Pana Jezusa
- Ruch Światło-Życie
- Akcja Katolicka
- Grupa modlitewna o.Pio
- Żywy Różaniec

## Kościoły i kaplice mszalne
Kościół św. Urbana w Paniówkach

## Cmentarze

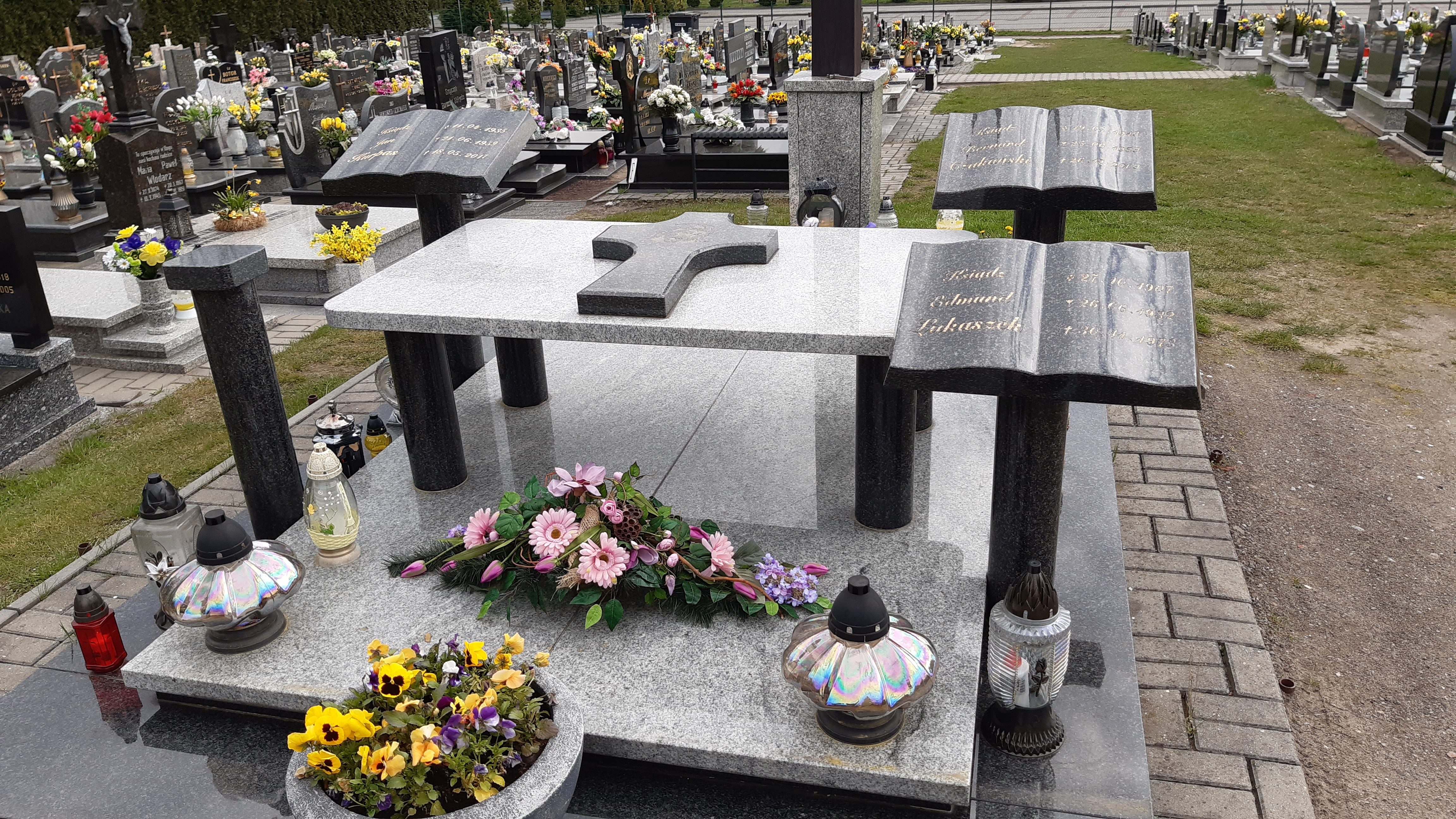
Grób duchownych z parafii na cmentarzu

Cmentarz parafialny przy ul. Zabrskiej w Paniówkach.

## Księgi metrykalne
Parafia prowadzi księgi chrztów, ślubów i zgonów od 1936 roku.